# Apóstrofe
Apóstrofe é uma figura de linguagem caracterizada pela evocação de determinadas entidades, consoante o objetivo do discurso. Caracteriza-se pelo chamamento do receptor, imaginário ou não, da mensagem. Nas orações religiosas é muito frequente ("Pai Nosso, que estais no céu", "Ave Maria" ou mesmo "Ó meu querido Santo António" são exemplos de apóstrofes). Em síntese, é a colocação de um vocativo numa oração. Ex.:"Ó Leonor, não tombes!". É uma característica do discurso direto, pois no discurso indireto toma a posição de complemento indireto: "Ele disse a Leonor que não caísse".
No discurso político é também muito utilizado ("Povo de Araguari!!!"), já que cria a impressão, entre o público, de que o orador está a dirigir-se diretamente a eles, o que aumenta a receptividade. Um professor ao dizer "Meninos!" está também a utilizar a apóstrofe. A apóstrofe é também utilizada frequentemente, tanto na poesia épica quanto na poesia lírica. No primeiro caso, podemos citar Luís de Camões ("E vós, Tágides minhas..."); na poesia lírica podemos citar Bocage ("Olha, Marília, as flautas dos pastores..."). Existe, graças a esta figura de estilo, uma aproximação entre o emissor e o receptor da mensagem, mesmo que o receptor não se identifique com o receptor ideal explicitado pela mensagem.      